# 洗

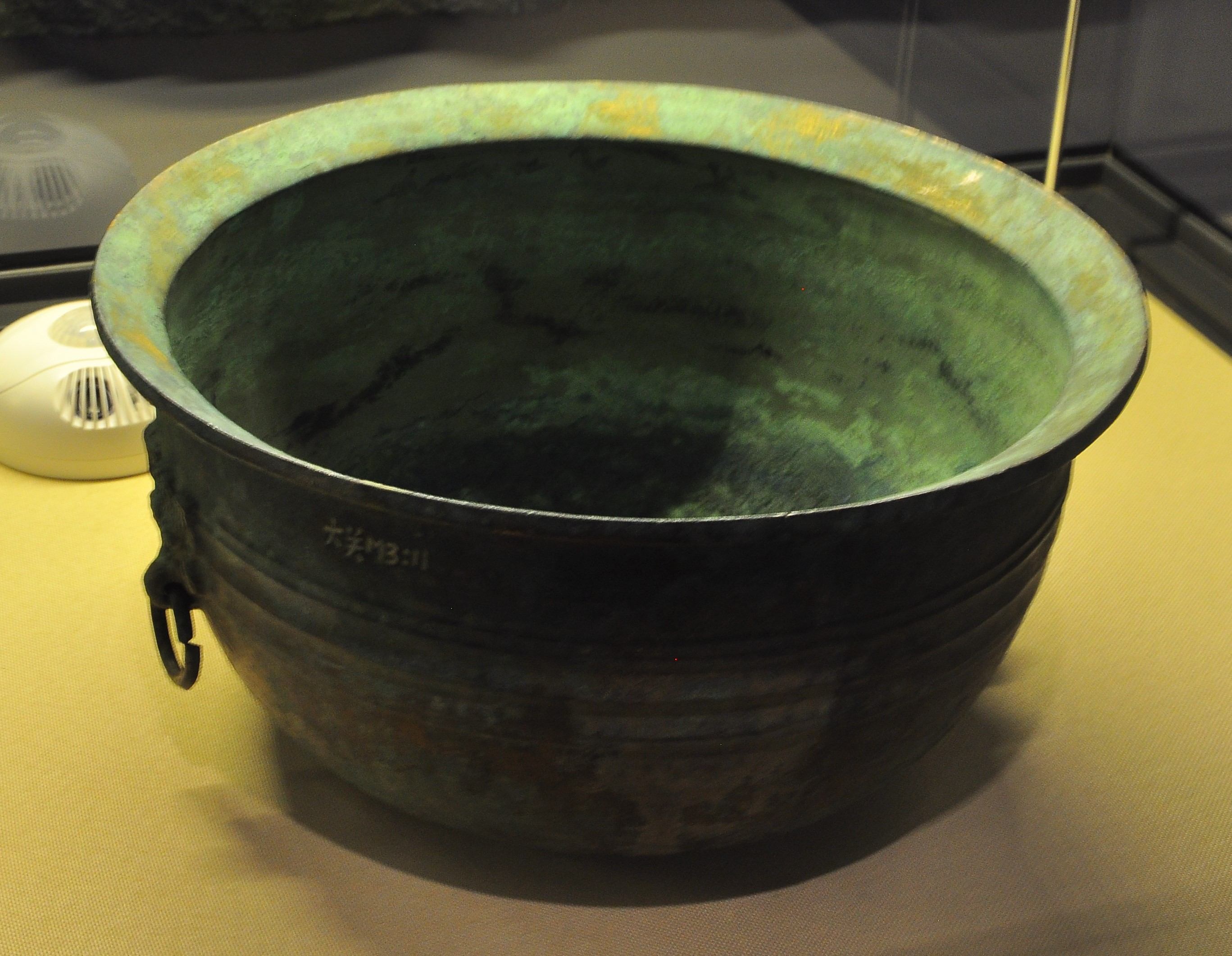
云南省博物馆馆藏的东汉铜洗

洗是一种盥洗器皿，根据材质不同，有铜洗、木洗、陶洗、银洗等。中國的铜洗最早出现于战国晚期，到了汉朝最为流行。现存的汉朝铜洗多产于东汉时的朱提、堂狼一带，其底纹多以鱼纹为主。